# 电子材料
電子材料為資訊電子產業的上游，為電子產業的磐石；而對化工產業而言，電子材料屬於特用化學品的一部分，市場值雖不如石化產業，但擁有高附加價值，可以說電子材料是化工產業與電子產業的交會點，也是現代不可或缺的重要材料。

## 涵蓋範圍
電子材料其涵蓋範圍非常廣泛，若從應用產業或領域區分，亦可歸納為半導體材料、顯示器材料、印刷電路板材料、電池材料、記錄媒體材料、被動元件材料、光纖光纜材料…等。現對電子材料之定義為應用於IC製造、平面顯示器、構裝、印刷電路板、太陽電池等產業的材料，其主要功能在於本身為光機能性，或會影響產品電氣性質的材料。